# 金峰山 (熊本縣)
金峰山（日语：／ Kinbouzan */?）是位於日本熊本縣熊本市西區的一座山峰，標高665.2公尺。該山坐落於舊飽託郡河內町地區，是一座以主峰「一ノ岳」為中心的破火山口型火山。金峰山為熊本市重要地標之一，與熊本城一同構成市區的代表景觀。

## 地理
金峰山位於熊本縣中西部，山體綿延，由多個山峰構成。主峰「一ノ岳」海拔665.2公尺，為最高點。東側為熊本市中心，西側接近有明海沿岸丘陵地帶。從熊本城天守閣遠眺金峰山輪廓分明，為熊本市象徵景觀之一。

## 地質
金峰山屬於古代火山，形成於多次火山活動後的破火山口構造。主要由安山岩和凝灰岩組成，目前無活動跡象，屬於休眠或死火山。火山地形特徵明顯，是地質教學與自然觀察的重要地點。

## 歷史與信仰
金峰山自古被視為靈山，山上有多處與修驗道相關的宗教遺跡與神社，與「金峰神」信仰密切相關。歷史上亦曾作為軍事據點，特別是在明治維新與太平洋戰爭期間。

## 登山與交通
金峰山設有多條登山路線，主要入口位於熊本市西區，設有停車場與步道設施。從市中心可搭乘熊本市交通局的公車前往，亦可自駕抵達登山口。登山道沿線設有觀景台與休息點，春秋為賞景旺季。

## 圖片

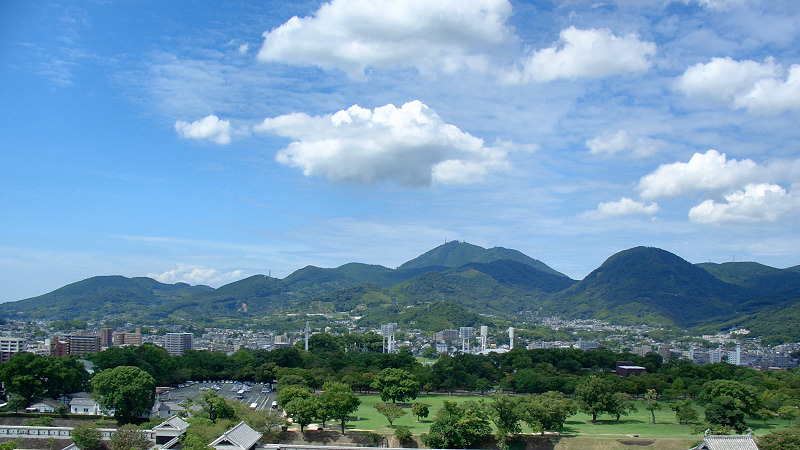
從熊本城天守閣遠眺金峰山（東側）
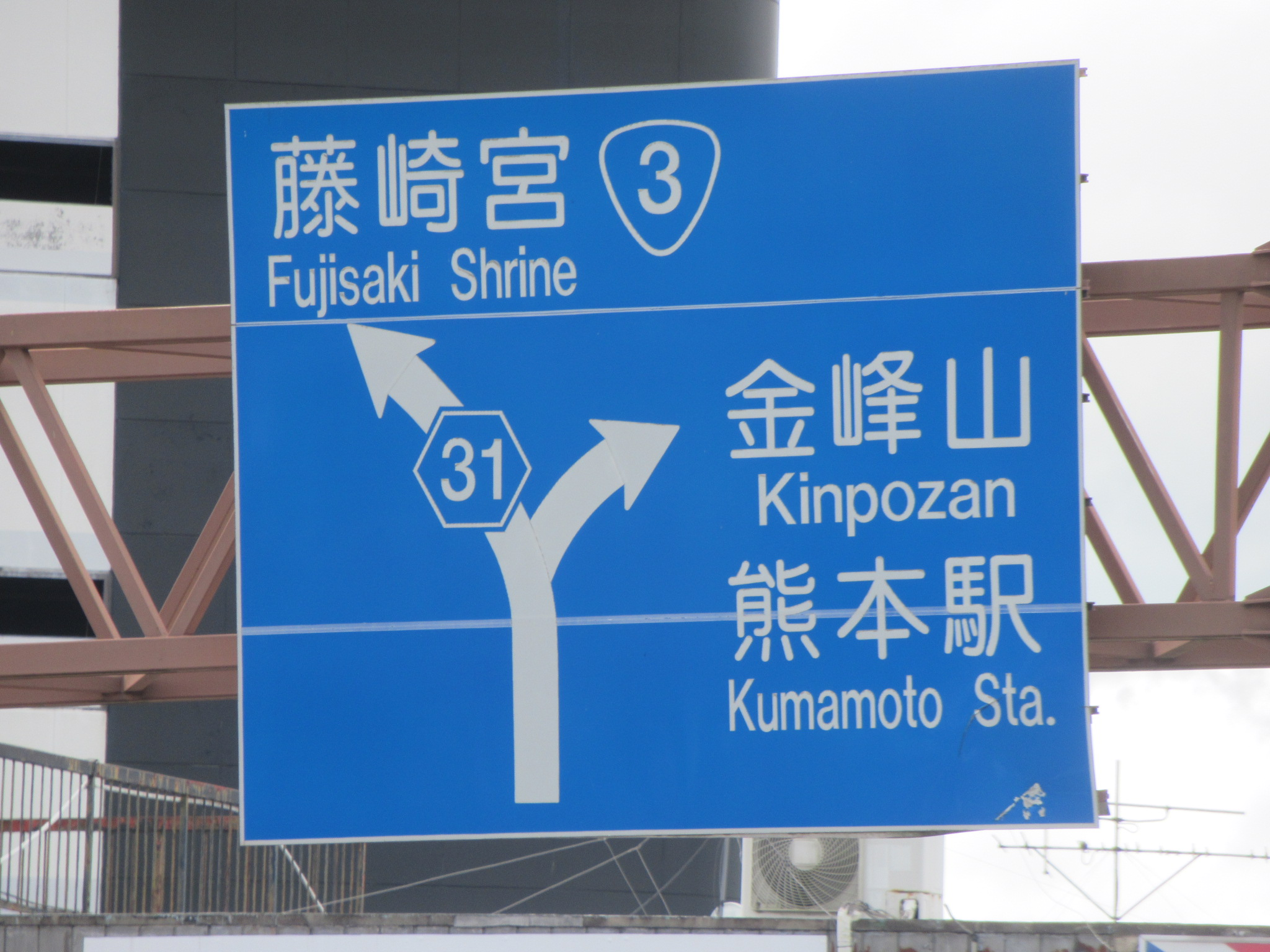
寫有「金峰山」的道路標誌
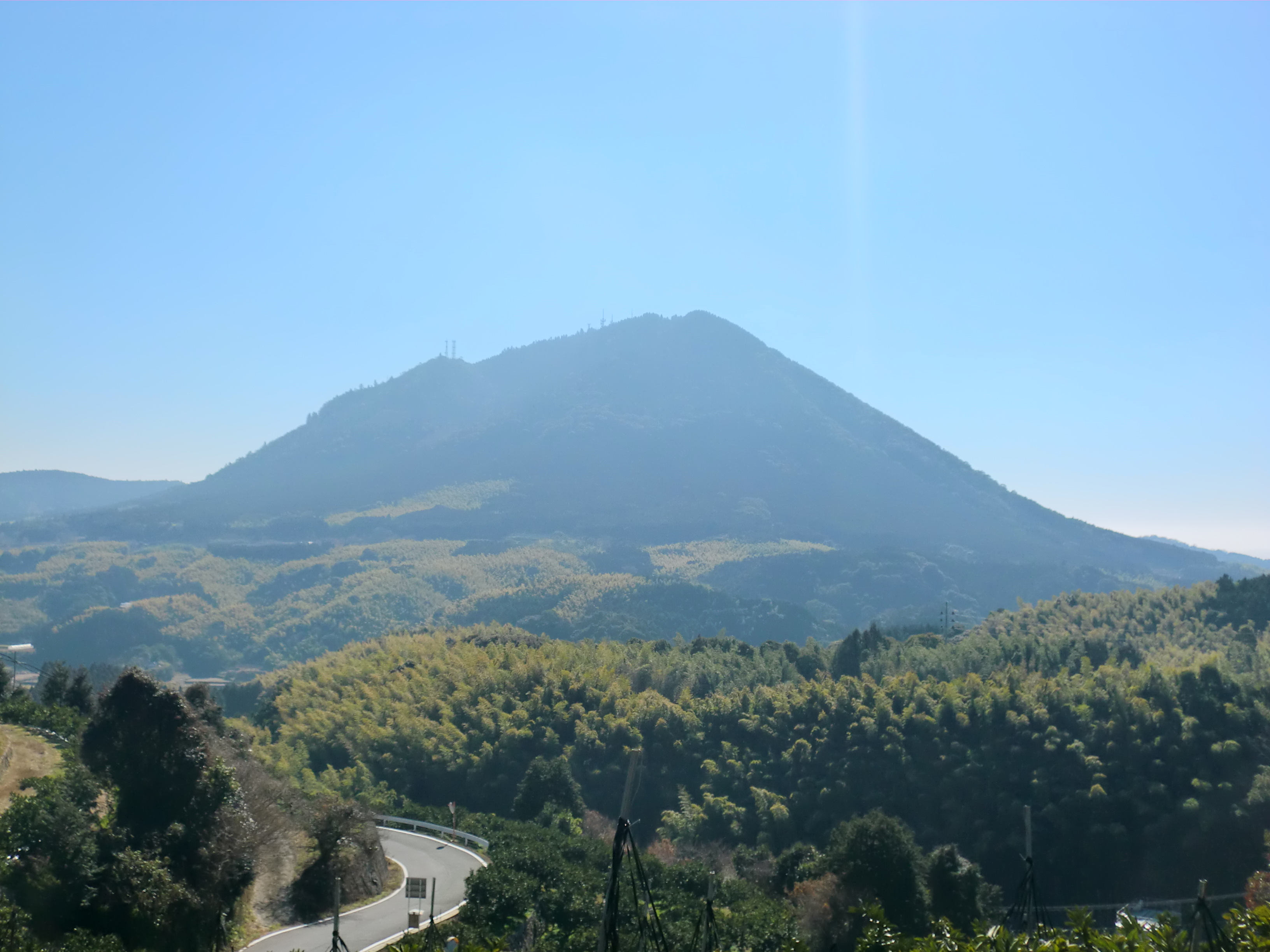
從北面俯瞰主峰「一ノ岳」